# Keytesville Township
Keytesville Township est un township  du comté de Chariton dans le Missouri, aux États-Unis,. Il est baptisé en référence à Keytesville.

## Source de la traduction
- (en) Cet article est partiellement ou en totalité issu de l’article de Wikipédia en anglais intitulé « Keytesville Township, Chariton County, Missouri » (voir la liste des auteurs).